# 同志社教會

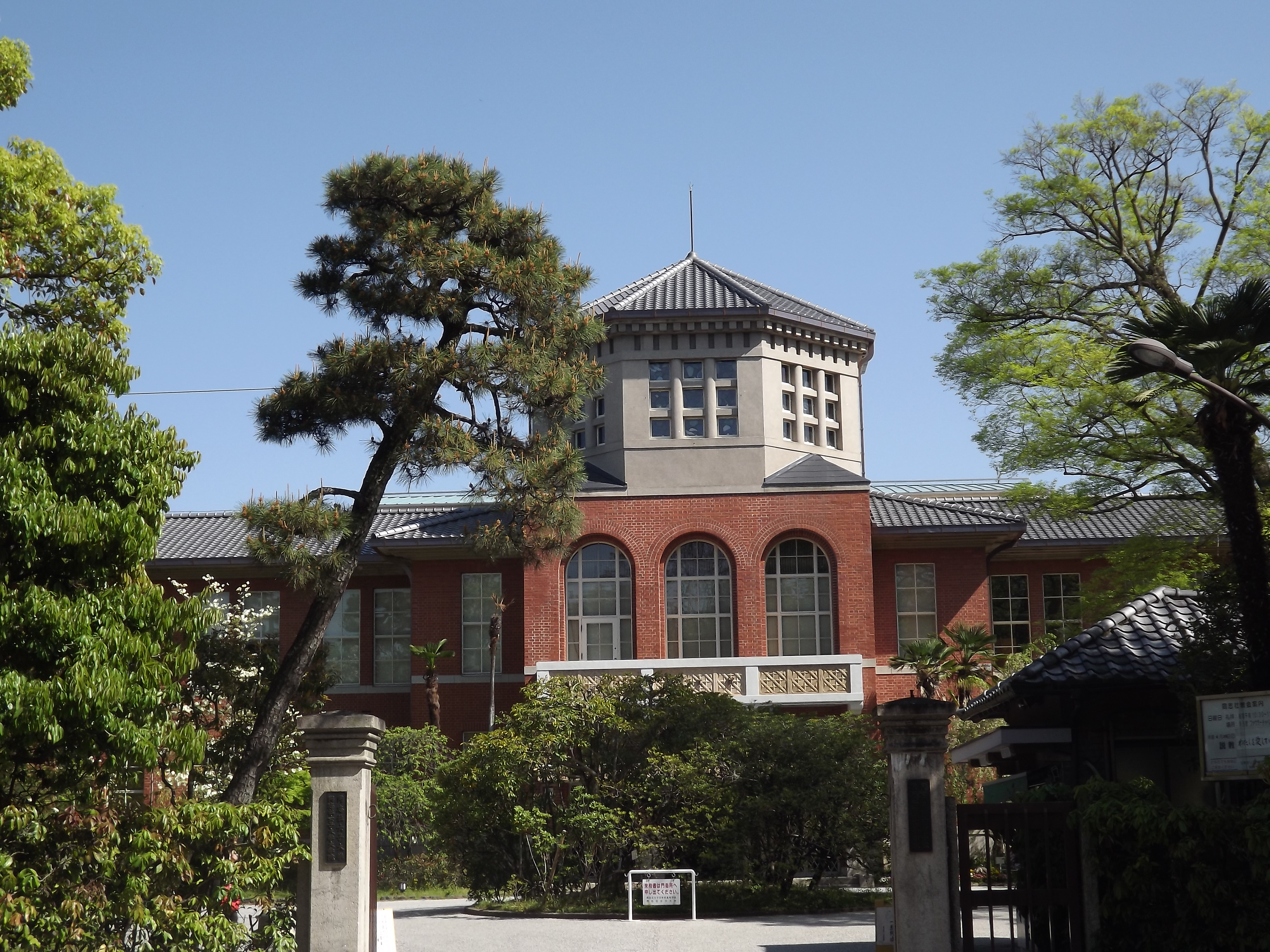

同志社教堂（日语：同志社教会）是一座位於日本京都府京都市上京區同志社大學今出川校區內的基督教新教公理會的教堂，屬日本基督教團。同志社大學是一所擁有強烈基督教傳統的大學。同志社教堂創建於1876年12月3日，是日本歷史最久的新教教堂之一。

## 外部連結
- 日本キリスト教団 同志社教会 （页面存档备份，存于）